# Síndrome de Duane
La síndrome de Duane és una malaltia rara, congènita, que consisteix en un trastorn moviment dels ulls, i el més habitual es caracteritza per la incapacitat de l'ull per l'abducció o desplaçament cap a l'exterior de la mirada. Afecta les vies neuronals associades amb el sisè nervi cranial i les parts del cervell associades amb la raó i el gust. La síndrome va ser descrita per primera vegada per Jakob Stilling (1887) i Siegmund Türk (1896), i, posteriorment, la síndrome va prendre el nom de l'Alexander Duane qui la va descriure amb més detall en l'any 1905.
Altres noms per a aquesta afecció són: síndrome de retracció de Duane, síndrome de retracció dels ulls, síndrome de retracció, síndrome de retracció congènita i síndrome de Stilling-Türk-Duane.